# Argun, Cecenia
Argun (rusă Аргун) este un oraș în Cecenia, situat la 18 km est de capitala Groznîi, pe valea râului Argun, de la care provine și denumirea localității.